# La bicicleta (tango)
La bicicleta es un tango del coro de 1897 «Los Abanicos», cuyo autor del mismo es Antonio Rodríguez Martínez, conocido como el «Tío de la Tiza». Como se ve en la letra del tango, el tango habla de un tema novedoso para la época que es la aparición de las bicicletas por la ciudad; de igual manera, la parte final del mismo habla de la electricidad y de los nuevos inventos de la electricidad.

## Salto al imaginario tanguero argentino
El músico y poeta bonaerense Ángel Villoldo copia y registra a su nombre dicho tango en Argentina años después, en el año 1910. Este tango se considera uno de los primeros tangos y madre del tango argentino, una de las coplas más antiguas y puras, de los que se denominan proto-tangos o tangos primigenios.
La partitura del tango apareció en una publicación de la revista Blanco y Negro del año 1898 seguido del nombre de M.Palacios. Esto ocurriría al año siguiente, ya que la letra fue original para su coro de 1897, cuyo libreto o tiras fueron impresas en la Tipografía de D. Benítez de la ciudad de Cádiz, del mismo año de la creación.
Según sostiene el productor Javier Osuna, la composición llegó a Buenos Aires por parte de Villoldo, que es llamado el ‘padre del tango argentino’. El argentino hizo suya las letras del tango «La bicicleta» y adaptó la letra, cambiando algunas cosas en la canción, como la Alameda por la Avenida de Mayo porteña o el pago de la bicicleta en pesetas españolas por pesos argentinos, por citar dos ejemplos.
El universo del tango argentino sostiene como una verdad irrefutable que el tango «La Bicicleta» es una creación propia de Villoldo, que fue escrito en la primera década del siglo XX (entre 1900 y 1910) y que es la base de la concepción del tango que luego extenderá Gardel por todo el mundo.

## Letra
| Letra original | Letra de Villoldo |
| --- | --- |
| Yo tengo una bicicleta que costó dos mil pesetas y que corre más que el tren. Por la tarde yo me monto y voy por la calle Ancha luciendo este cuerpecito, encanto de las muchachas. Voy al muelle, a la Alameda y al parque de Genovés y pego cada crismazo que tengo el cuerpo como yo sé. Las bicicletas son muy bonitas y las montan al pelo las señoritas. Por cierto que hay mil discusiones si han de llevar enaguas o pantalones. Mi pobre voto quiero yo dar en la discusión, aunque de esto no entiendo yo pero ni un botón. Es mi opinión que vayan luciendo las pantorrillas si en bicicleta quiere montarse cualquier chiquilla. Mas le aconsejo que se las tape con un tabique las que desgraciadamente tengan las piernas como alfeñiques. En la época presente no hay nada tan floreciente como la electricidad. El teléfono, el micrófono, el tan sin rival fonógrafo, el pampirulintintófono y el nuevo cinematógrafo, el culófono, el cautígrafo, el majalacatrunchincófono, el chincatapunchincógrafo y las asaúras echás con arroz. Todos estos nombres y muchos más, tienen los aparatos de electricidad, que han inventado desde hace poco, con la idea que el mundo se vuelva loco. Yo de la ciencia respeto mucho los adelantos, pero ya estoy de electricidad un poquito harto. El mejor día nos electrizan hasta la sopa, y electrizados vamos al Cielo con viento en popa. Hasta yo creo que un aparato se inventará para fabricar chiquillos por medio de la electricidad. | Yo tengo una bicicleta que costó dos mil pesetas y que corre más que un tren. Por la tarde yo me monto, y más ligero que un rayo, voy a lucir este cuerpo por la Avenida de Mayo. A Palermo muy temprano, los domingos suelo ir, y se quedan embobados muchos ciclistas que hay por ahí. Las bicicletas son muy bonitas y las montan en pelo, las señoritas; por cierto que hay mil discusiones, porque han de llevar faldas o pantalones. Los sombreros a la moda, que ahora llevan las señoras son una barbaridad. Tienen todos grandes cintas, y luego la mar de lazos, con plumas de pavo arriba y plumas de pavo abajo. Y al pobrete, que en un teatro le toque detrás estar, si quiere ver las funciones una siestita se puede echar. Porque hay sombreros, de algunas damas, con lechugas y coles, troncos y ramas. Y con jilgueros y con canarios, con palomas y loros y campanarios. En la época presente no hay nada tan floreciente como la electricidad. El teléfono, el micrófono, el tan sin rival fonógrafo, el pampirulíntintófono, y el nuevo cinematógrafo. El biógrafo, el caustígrafo, el pajalacaflunchincófono, el chincatapunchincógrafo y la asaúra hecha con arroz. Todos estos nombres y muchos más, tienen los aparatos de electricidad, que han inventado desde hace poco, con idea que el mundo se vuelva loco. |